# Holotrichia montivaga
Holotrichia montivaga är en skalbaggsart som beskrevs av Moser 1915. Holotrichia montivaga ingår i släktet Holotrichia och familjen Melolonthidae. Inga underarter finns listade i Catalogue of Life.